# Valerie Taylor (informaticienne)
Pour les articles homonymes, voir Valerie Taylor.
Valerie E. Taylor (née le 24 mai 1963) est une chercheuse en informatique américaine, actuellement directrice de la division mathématiques et informatique du laboratoire national d'Argonne, dans l'Illinois. Ses recherches portent notamment sur l'analyse de performances, l'analyse de puissance et la résilience. Elle est connue pour ses travaux sur Prophesy, un système décrit comme « une base de données utilisée pour collecter et analyser des données pour prédire la performance de différentes applications sur des systèmes parallèles ».

## Formation et travaux
Valerie Taylor passe un bachelor et un master en génie électrique à l'Université Purdue respectivement en 1985 et 1986. En 1991, elle obtient un doctorat en génie électrique et informatique à l'Université de Californie à Berkeley, sous la direction de David Messerschmitt (en). Elle a d'ailleurs déposé un brevet sur les résultats de son travail de doctorat sur les matrices creuses. Peu de temps après son doctorat, en 1993, elle obtient un prix national de la NSF distinguant les jeunes chercheurs (National Young Investigator Award). Elle a ensuite été professeur au département de génie électrique et informatique de l'Université Northwestern pendant 11 ans.
En 2003, elle rejoint l'université A&M du Texas, dont elle dirige le département informatique et ingénierie, et y reste jusqu'en 2011. Ses travaux portent alors sur le calcul à hautes performances. Elle y a également été vice-présidente aux affaires académiques de la faculté d'ingénierie, et a occupé les chaires professorales Regents et the Royce E. Wisenbaker du département d'informatique. Elle a également lancé le programme permettant aux universitaires de mettre en place des partenariats avec des industriels.
Alors qu'elle travaillait conjointement à l'Université Northwestern et à Texas A&M, Valérie Taylor a également effectué des recherches en collaboration avec le laboratoire national d'Argonne, notamment lors d'un  séjour durant un été sabbatique en 2011. Depuis le 3 juillet 2017, elle dirige la division mathématiques et informatique du laboratoire d'Argonne dans l'Illinois. À Argonne, elle a coécrit le rapport du département de l'énergie sur l'intelligence artificielle pour les sciences, en se basant sur une série de réunions.
Valerie Taylor est la PDG et présidente du Center for Minorities and People with Disabilities in Information Technology (en) (CMD-IT), un organisme qui cherche à développer la participation de personnes issues des minorités et de personnes handicapés dans les métiers des technologies de l'information aux États-Unis.

## Récompenses
Valerie Taylor a reçu de nombreuses récompenses distinguant sa recherche, ses qualités de leader et ses efforts pour améliorer la diversité dans l'informatique. Elle a écrit ou coécrit plus de 100 articles dans le domaine du calcul à hautes performances, se concentrant sur l'analyse de performances et la modélisation d'applications scientifiques parallèles. Parmi les récompenses qu'elle a reçues, peuvent être citées :
- Richard A. Tapia Achievement Award for Scientific Scholarship, Civic Science, and Diversifying Computing[10]
- Outstanding Young Engineering Alumni Award from the University of California, Berkeley[11]
- MOBE Influencers and Innovators of the Internet and Technology[8]
- Hewlett-Packard Harriett B. Rigas (en) Education Award[8]
- Sigma Xi Distinguished Lecturer[12]
- Prix A. Nico Habermann (en)[13]
- AccessComputing Capacity Building Award[14]

En 2013, Valerie Taylor a été élue fellow de l'IEEE « pour ses contributions à l'amélioration des performances d'applications de calcul parallèle », et en 2016 fellow de l'Association for Computing Machinery (ACM). En 2019, elle a été nommée Distinguished Fellow du laboratoire national d'Argonne, une récompense à laquelle accèdent seulement 3 % du personnel de recherche du laboratoire.
Valérie Taylor est représentée dans les cartes à jouer Notable Women in Computing.